# Disco telefônico
O disco telefônico ou dial é um gerador de pulsos rápidos, onde um relê liga e desliga rapidamente a linha telefônica, fazendo então a central telefônica entender a rota pedida, ou seja, o número que foi discado. Atualmente muitas linhas telefônicas como as de nova tecnologia CPA não aceitam mais o uso de telefones dotados de discos, por trabalharem na frequência DTMF.